# Rhabdoblatta malagassa
Rhabdoblatta malagassa är en kackerlacksart som först beskrevs av Henri Saussure och Leo Zehntner 1895.  Rhabdoblatta malagassa ingår i släktet Rhabdoblatta och familjen jättekackerlackor.
Artens utbredningsområde är Madagaskar. Inga underarter finns listade i Catalogue of Life.